# Northfork
Northfork ist ein US-amerikanisches Fantasy-Filmdrama aus dem Jahr 2003. Regie führte Michael Polish, der gemeinsam mit Mark Polish auch das Drehbuch schrieb und den Film produzierte.

## Handlung
Der Film hat mehrere Handlungsstränge, die alle in der Stadt Northfork (Montana) spielen. Nach der Fertigstellung eines Staudamms wird die Stadt – die überflutet werden soll – evakuiert. Mitarbeiter des Investors reisen in schwarzen Autos durch die Gegend und überreden die Bewohner zum Verlassen des Ortes. Einige Bewohner schießen auf sie. Pater Harlan kümmert sich um den sterbenden Waisen Irwin und will bleiben.
Irwin glaubt, er sei ein gefallener Engel, dessen Flügel amputiert wurden. In einer der Szenen werden Narben auf seinen Schultern gezeigt. Irwin beschwört einige Engel wie Flower Hercules und Happy herauf.

## Kritiken
Duane Byrge schrieb in der Zeitschrift The Hollywood Reporter vom 4. Februar 2003, der Film latsche und schlängele durch eine unüberschaubare Handlung und philosophische Fragen. Das surreale Märchen sei sehr kompliziert und phantasievoll. Byrge erwähnte die Teilnahme der zahlreichen Stars wie James Woods, Nick Nolte, Kyle MacLachlan und Daryl Hannah in der Besetzung, die dem Film einen Platz im Kabelfernsehen sichern könne.
Roger Ebert schrieb in der Chicago Sun-Times vom 11. Juli 2003, der Film sei „visionär“ und „elegisch“ – eher einer Fabel ähnlich. Er sei eher „bezaubernd“ als unterhaltsam. Obwohl einige Zuschauer des Sundance Film Festivals das Tempo als zu langsam befunden hätten, das Tempo sei richtig für den Ton des Films.

## Auszeichnungen
Michael Polish gewann im Jahr 2003 den German Independence Award des Internationalen Filmfests Oldenburg und den City of Athens Award des Athens International Film Festivals; er wurde 2003 beim Festival des amerikanischen Films in Deauville für den Grand Special Prize nominiert. M. David Mullen wurde 2004 für den Independent Spirit Award und den Chlotrudis Award nominiert.

## Hintergründe
Der Film wurde in verschiedenen Orten in Montana gedreht. Seine Produktionskosten betrugen schätzungsweise 1,9 Millionen US-Dollar. Die Weltpremiere fand am 21. Januar 2003 auf dem Sundance Film Festival statt, dem zahlreiche andere Filmfestivals folgten. Am 11. Juli 2003 kam er in die ausgewählten Kinos der USA, in denen er ca. 1,4 Millionen US-Dollar einspielte.